# A Beginning
Pistes inédites de Anthology
12-Bar Original (Anthology 2) Junk
 (Anthology 3)
A Beginning est une pièce instrumentale écrite par George Martin, le producteur des Beatles, et qui était prévue pour être une introduction à la chanson Don't Pass Me By de Ringo Starr, sur l'album The Beatles (connu comme le « White Album », l'« Album blanc »). Cette pièce orchestrale s'est finalement retrouvée sur l'album Anthology 3, en ouverture du disque 1.

## Historique
Composé et arrangé par George Martin, ce morceau de musique classique est enregistré le 22 juillet 1968, lors de la même séance que celle au cours de laquelle il a procédé à l'enregistrement de l'orchestration de la chanson Good Night, l'autre chanson de l'« Album blanc » chantée par Starr. On décide ne pas inclure cette introduction à la chanson Don't Pass Me By du batteur mais elle sera tout de même utilisée dans le film d'animation Yellow Submarine, juste avant d'entendre la chanson Eleanor Rigby, toutefois, sans être incluse sur la face 2 de la trame sonore qui contenait les orchestrations du film.
Pour le projet Anthology, on prévoyait ouvrir chacun des trois albums par une « nouvelle chanson » des Beatles. En effet, il existait des démos sur cassette audio où John Lennon s'était enregistré au chant accompagné au piano. Ces maquettes offerte par Yoko Ono auraient été complétées par les trois Beatles survivants. Free as a Bird et Real Love ont été réalisés et placées en ouverture de Anthology 1 et 2 respectivement. Par contre, Paul McCartney, George Harrison et Ringo Starr ne concrétisèrent pas l'enregistrement de Now and Then, qui devait ouvrir Anthology 3, car la qualité du son était trop mauvaise (ce dernier titre ne sera finalisé qu'en 2023). On choisi donc cet enregistrement du producteur comme piste d'ouverture, que l'on baptise pour l'occasion A Beginning. Un autre enregistrement potentiel de Lennon, Grow Old with Me (en) n'a jamais été retravaillé par le groupe car il n'était pas inédit, ayant déjà été publié en 1984 sur l'album posthume de Lennon Milk and Honey.
En 2018, la prise quatre de cet instrumental est greffée à la prise sept de Don't Pass Me By sur un des disques de la réédition du cinquantième anniversaire de l'« Album blanc ».